# Benjamin Bathurst (1872-1947)
Pour les articles homonymes, voir Benjamin Bathurst et Bathurst.
Allen Benjamin Bathurst (25 juin 1872 - 8 octobre 1947) est un homme politique britannique du Parti conservateur.

## Biographie
Bathurst est le troisième fils d'Allen Bathurst (6e comte Bathurst), et sa première épouse Meriel Warren (1839-1872), fille de George Warren (2e baron de Tabley). Il sert sous les ordres de son frère aîné Seymour Bathurst (7e comte Bathurst), dans le 4th Battalion (Royal North Gloucestershire Militia), Gloucestershire Regiment et commande ensuite le 5th Battalion, Gloucestershire Regiment, prenant sa retraite avec le grade de lieutenant-colonel dans la Réserve de la Force territoriale. Aux élections générales de 1895, il est élu à la Chambre des communes en tant que député de Cirencester, siège qu'il occupe jusqu'à sa défaite en 1906. Il regagne le siège aux élections de janvier 1910 et l'occupe jusqu'à ce que la circonscription soit abolie aux élections générales de 1918. Il est nommé lieutenant adjoint du Gloucestershire le 24 décembre 1913.
Bathurst épouse à l'église St Peter, Eaton Square, le 22 avril 1902, Augusta Ruby Spencer-Churchill, fille d'Edward Spencer-Churchill et petite-fille du 6e duc de Marlborough. Ils ont un fils, Peter Bathurst (1903-1970).
Il décède en octobre 1947, à l'âge de 75 ans. Son petit-fils et homonyme est le commandant de la marine Benjamin Bathurst (amiral) (en).